# آيت مسعود (دير القصيبة)
آيت مسعود هي إحدى مشيخات المملكة المغربية، تتبع جغرافيا لإقليم بني ملال وإداريًا لدير القصيبة. يقدر عدد سكانها بـ 3222 نسمة حسب الإحصاء الرسمي للسكان والسكنى لسنة 2004.